# Bomba hidráulica de cadena

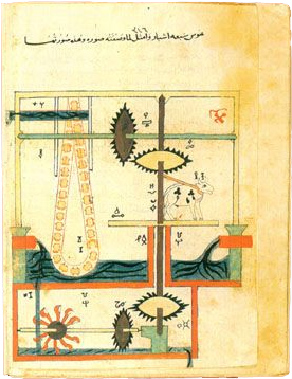
Bomba de cadena, ilustración de "El libro del conocimiento de dispositivos mecánicos ingeniosos" de Al Jazarí, erudito árabe del siglo XIII

Una bomba de cadena es un dispositivo hidráulico que consiste en varios discos circulares colocados en una cadena sin fin. Una parte de la cadena se sumerge en el agua y se hace pasar por un tubo, un poco más grande que el diámetro de los discos. A medida que la cadena sube por el tubo, el agua queda atrapada entre los discos y se eleva y descarga en la parte superior. Las bombas de cadena se utilizaron durante siglos en el Antiguo Oriente Próximo, Europa y China.

## Cercano Oriente y Europa
|                                                 |
| Diseño de bombas de cadena de Georgius Agricola |

La evidencia más antigua de este dispositivo se encuentra en un texto babilónico datado aproximadamente en el año 700 a. C. Eran accionados por humanos o por animales de tiro. El dispositivo luego apareció en el antiguo Egipto alrededor del año 200 a. C., con un par de ruedas con pivotes.
Se usó una versión de la bomba de cadena en la antigua Grecia y en Roma, a veces con recipientes fijados a la cadena que, al pasar por la polea superior, volcaban el agua; en Londres se conserva un ejemplo del siglo II. Filón de Bizancio escribió sobre un dispositivo de este tipo en el siglo II a. C.; el historiador Vitruvio los mencionó alrededor del año 30 a. C. Fragmentos de los engranajes, la manivela y los discos de una bomba de sentina, de un barco romano del siglo I, fueron desenterrados en el lago de Nemi.

Las bombas de cadena también se utilizaron en las minas europeas durante el Renacimiento; el mineralogista Georgius Agricola los ilustró en su De re metallica (1556). Se utilizaron en los astilleros, y varios de estos dispositivos formaban parte del complejo de Portsmouth Block Mills. También se usaban comúnmente en los buques de guerra de la época para achicar las sentinas, y se conocen ejemplos del siglo XIX empleadas en elevaciones de poca altura para el riego.

## China
|  |
|  |

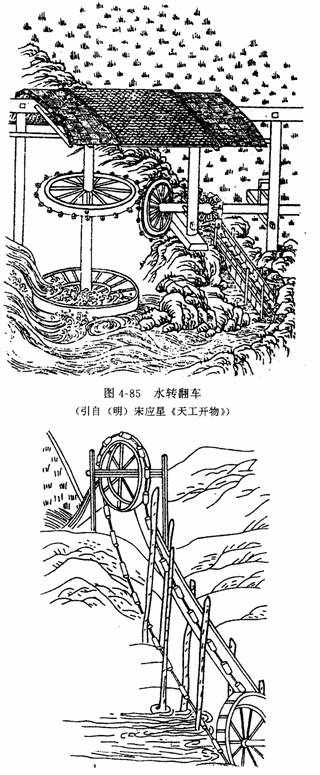
Dos tipos de bombas de cadena impulsadas hidráulicamente, de la enciclopedia china Tiangong Kaiwu (1637), escrita por Song Yingxing

Las bombas de cadena también se usaron en la antigua China desde al menos el siglo I d. C.  Se las llamó "columnas vertebrales de dragón". Uno de los relatos más antiguos en el que se mencionan es una descripción de la dinastía Han del filósofo Wang Chong (27-97 d. C.) de alrededor del año 80 d. C. A diferencia de las que se encuentran en Occidente, las bombas de cadena en China utilizaban recipientes cilíndricos. Las ilustraciones de tales bombas de cadena chinas las muestran sacando agua hacia un canal inclinado. A veces eran accionadas por una corriente de agua mediante una rueda hidráulica horizontal que impulsaba a su vez una rueda vertical, y otras un animal de tiro impulsaba una rueda mecánica horizontal, que hacía girar una rueda vertical. También había bombas de cadena de paletas cuadradas accionadas por pedales.
Desde el siglo I en adelante, las bombas de cadena se generalizaron por todo el campo chino. El diseño de paletas cuadradas se usó principalmente para el riego, aunque también encontraron uso en la construcción. El eunuco Zhang Rang (m. 189 d. C.) de la corte Han Oriental ordenó al ingeniero Bi Lan (畢嵐) que construyera una serie de bombas de cadena de paletas cuadradas fuera de la capital Luoyang para dar servicio a los palacios y las viviendas de la ciudad. El agua elevada por estas bombas era transportada por un sistema de tuberías. Ma Jun, el renombrado ingeniero mecánico de la época de los Tres Reinos, también construyó una serie de bombas de cadena para regar los jardines palaciegos del emperador Ming de Wei (226–239).
Durante el período de expansión agrícola de la dinastía Song (siglos X-XIII d. C.), se mejoró la tecnología de los dispositivos para elevar el agua. El diseño más simple, conocido como balde contrapesado, era de uso común en ese momento. Un diseño más complicado, el modelo de paletas cuadradas, se había introducido varios siglos antes del desarrollo de la tecnología Song, pero no había tenido un uso anterior para la agricultura. Se hicieron más comunes a finales del primer milenio d. C.
Desde el siglo XIII en adelante, los chinos también usaron molinos de viento (una técnica procedente del Medio Oriente) para impulsar bombas de cadena de paletas cuadradas. Sin embargo, había otros tipos de bombas de cadena además del diseño de paletas cuadradas. En el libro enciclopédico de Song Yingxing (1587-1666), Tiangong Kaiwu (1637), hay una descripción e ilustración de una bomba de cadena con recipientes cilíndricos, impulsada por ruedas hidráulicas y que conduce agua desde el río hasta la zona de cultivo situada en una llanura elevada.
La contribución de las bombas de cadena al crecimiento agrícola durante la época Song fue elogiada por poetas como Li Chuquan (李处权) del siglo XII. El gobierno Song difundió activamente los equipos de bombeo y las bombas de cadena en aquellas áreas que aún no estaban familiarizadas con esta técnica.